# دل هاريس
دل هاريس (بالإنجليزية: Del Harris)‏ هو لاعب إسكواش بريطاني، ولد في 13 يوليو 1969 في كولشيستر في المملكة المتحدة.

## وصلات خارجية
- دل هاريس على موقع SquashInfo.com (الإنجليزية)